# Galgenberg (Naturschutzgebiet, Alb-Donau-Kreis)
Der Galgenberg ist ein mit Verordnung vom 20. Januar 1993 durch das Regierungspräsidium Tübingen ausgewiesenes Naturschutzgebiet auf dem Gebiet der Stadt Laichingen.

## Lage
Das Naturschutzgebiet Galgenberg liegt ungefähr einen Kilometer westlich von Laichingen, südlich der Landesstraße 1236 nach Westerheim. Es besteht aus zwei Teilgebieten, die durch landwirtschaftlich intensiver genutzte Flächen getrennt sind. Es liegt im Naturraum Mittlere Kuppenalb.

## Schutzzweck
Wesentlicher Schutzzweck ist laut Schutzgebietsverordnung „die Erhaltung einer ehemaligen Schafweide der Schwäbischen Alb mit ihren extensiv genutzten Flächen als Rückzugsgebiet für zahlreiche Pflanzen‑ und Tierarten, die in der intensiv landwirtschaftlich genutzten Umgebung keinen Lebensraum mehr finden; die Erhaltung der landschaftsprägenden Schönheit und Eigenart des Gebietes als Relikt früherer Nutzungsweise; die Schaffung eines Bindegliedes im Heideverbund Laichingen‑Merklingen‑Nellingen zur Sicherung der regionalen Funktion als Überlebensraum für an diese Standorte besonders angepaßte Arten [und] die Optimierung und Weiterentwicklung des Gebietes.“

## Landschaftscharakter
Der Galgenberg ist eine für die Kuppenalb charakteristische Geländekuppe mit Mager- und Halbtrockenrasen, Felsköpfen und einzelnen Gehölzgruppen. Nach Westen fällt das Gelände in einer felsigen Steilstufe ab. Das zweite Teilgebiet ist ein ostexponierter Hang mit Magerrasen und Gebüschen. Umgeben wird das Naturschutzgebiet von intensiv genutzten Ackerflächen.

## Zusammenhängende Schutzgebiete
Das östliche Teilgebiet ist Bestandteil des FFH-Gebiets Kuppenalb bei Laichingen und Lonetal.